# Kulturpalast (Tirana)

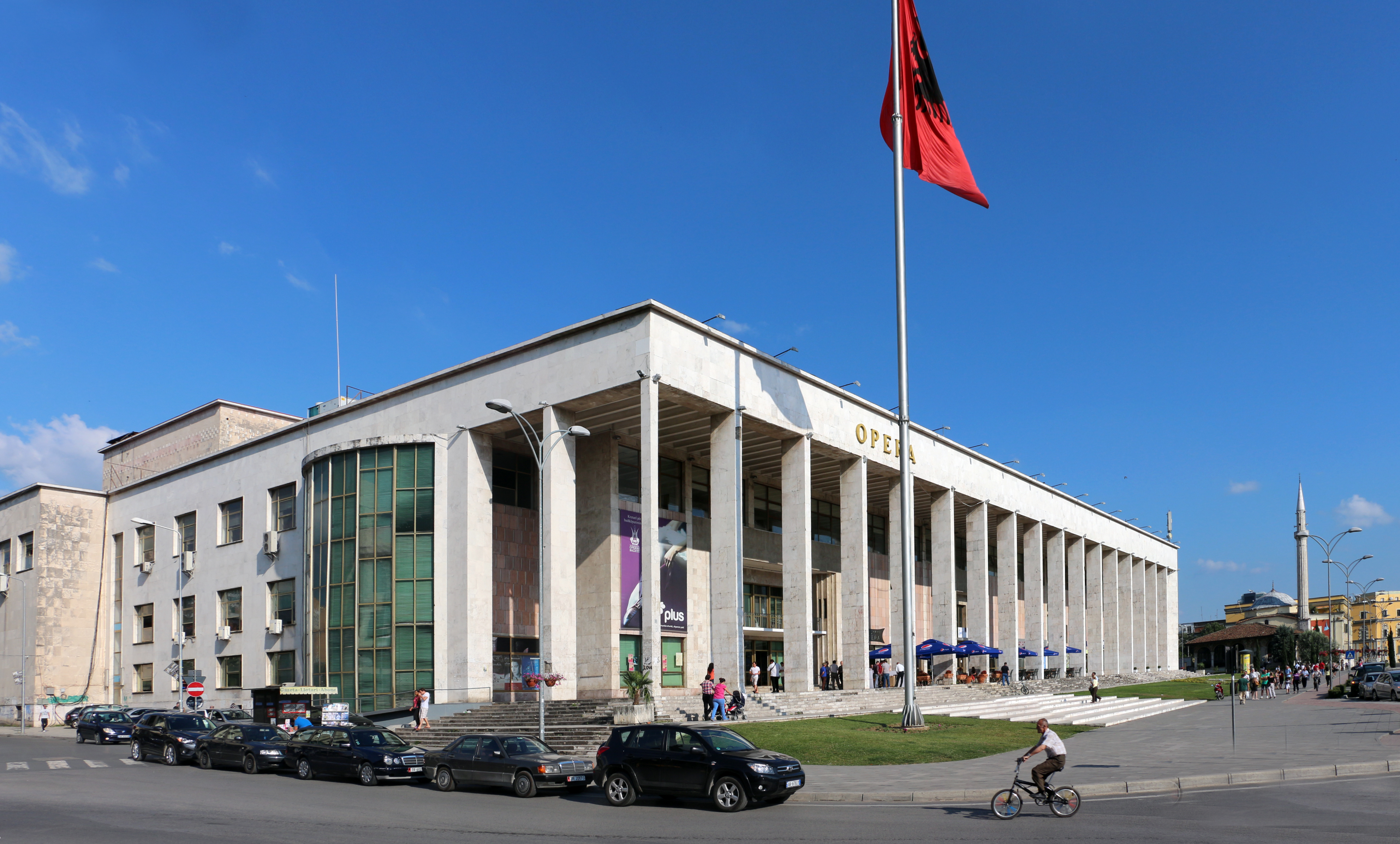
Der Gebäudekomplex des Kulturpalastes, im Hintergrund die Et’hem-Bey-Moschee (2015)

Der Kulturpalast (albanisch Pallati i Kulturës) in der albanischen Hauptstadt Tirana ist das größte Kulturzentrum des Landes und beherbergt die wichtigsten kulturellen Einrichtungen Albaniens wie die Nationalbibliothek Albaniens (Biblioteka Kombëtare e Shqipërisë) und das „Theater der Oper und des Balletts“ (Teatri i Operas dhe Baletit).
Der Kulturpalast wurde in den 1960er Jahren bei der Neugestaltung des Skanderbeg-Platzes, dem Hauptplatz der Stadt, als erstes und zentrales Gebäude auf dem Gelände des alten Bazar-Viertels erbaut. Dafür wurde sowohl der alte Basar als auch die Stërmasi-Moschee zerstört, die in den Jahren 1837 bis 1840 errichtet worden war. Die Bauarbeiten für den „Palast“ begannen im Jahr 1960 und wurden 1966 beendet. Der Palast ruht auf einem Sockel, zu dem rund ein Dutzend Treppenstufen hochführen. Zum Platz hin empfängt der schnörkellose Bau den Betrachter mit einem langen Portikus, bestehend aus 18 schmalen, aber recht tiefen Säulen. Zwei etwa gleich lange rechtwinklig nach hinten gehende Flügel vermitteln die Illusion eines sehr großen kompakten Gebäudes. Der südliche Flügel mit der Bibliothek ist eher schmal, der nördliche Flügel, in dem das Theater untergebracht ist, mehr als doppelt so breit. Flankiert wird der Kulturpalast von der Et’hem-Bey-Moschee im Süden und dem Tirana International Hotel im Norden.

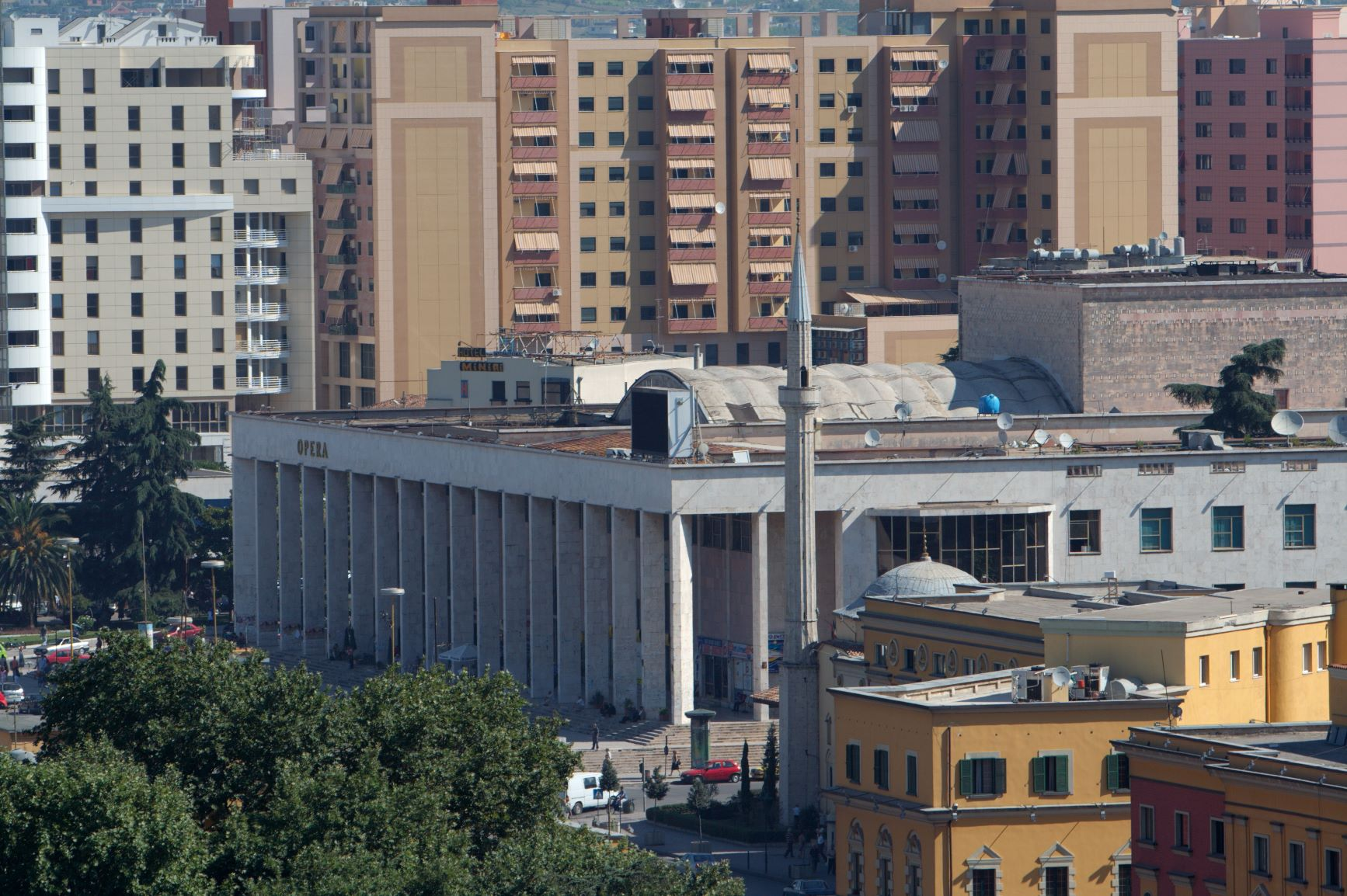
Rechts der Hauptfassade der Flügel mit der Nationalbibliothek, dahinter der Bühnenbau der Oper

Das Gebäude verfügt über 240 Räume – der größte Saal bietet 1000 Personen Platz. Seine Bühne inklusive Drehbühne ist 550 m² groß und 30 Meter hoch. Es verfügt auch über Ausstellungs- und Konferenzräume sowie ein Café. Die Nationalbibliothek beherbergt eine Sammlung von über einer Million Werke – Bücher, Karten, Periodika, Mikrofilme etc. – und ist somit die größte des Landes.